# Цахариэ фон Лингенталь, Карл Соломон
Карл Соломон Цахариэ фон Лингенталь (14 сентября 1769, Мейсен — 27 марта 1843, Гейдельберг) — германский юрист, учёный-государствовед, преподаватель и политический деятель.

## Биография
Карл Соломон Цахариэ родился в семье уважаемого юриста. Среднее образование получил в саксонской фюрстской школе Святой Афры. 27 января 1787 года поступил в Лейпцигский университет, где изучал философию, с 7 мая 1792 года продолжил обучение в Виттенбергском университете, где 30 апреля 1794 года получил степень магистра философии, а апреля 1795 года поступил на юридический факультет с признанием его бакалавром. 30 июня 1795 года получил степень доктора в области права, после был оставлен преподавать в университете. 27 ноября 1800 года стал экстраординарным профессором права Виттенбергского университета, 29 июля 1802 года — ординарным профессором. С этого же времени стал активно заниматься написанием научных работ. В 1806 году был приглашён на ту же должность в Гейдельбергский университет и, приняв предложение, перешёл туда во время пасхи 1807 года. Остался преподавать в Гейдельберге до конца жизни, отказавшись в 1816 году от профессуры Гёттингене и в 1829 году от профессуры в Лейпциге. Помимо преподавания и научных исследований стремился к широкому участию в политической жизни герцогства Баден, был избран депутатом сначала первой, затем второй палаты парламента (во вторую избирался в 1825 и 1828 годах, поддерживал конституционную монархию, хотя изначально был сторонником бюрократизма, феодализма и абсолютизма). Уже в 1818 году был назначен гофратом (советником). В 1824—1826 годах участвовал в разработке баденского уголовного кодекса. В 1829 году ушёл из политической жизни, однако преподавать в университете остался до конца жизни. В 1842 году был возведён в личное дворянство (добавив к фамилии «фон Лингенталь»), обзаведясь своим имением.
Как преподаватель читал разнообразные курсы по всем сферам естественного и публичного права, католическому и протестантскому церковному праву, ленному, уголовному праву и процессу, французскому гражданскому кодексу и так далее; его лекции, по воспоминаниям современников, отличались «изяществом изложения, блестящей диалектикой и остроумием». Политические и философские убеждения Цахариэ были изменчивыми. Выступая защитником некоторых новых приобретений государственной жизни — устного и гласного суда, суда присяжных, экономической свободы, — он в то же время отстаивал прерогативы короны и аристократии, противился уничтожению разного рода барщинных и крепостных повинностей и высказывался за цензуру. Теми же противоречиями проникнуто и его государственно-правовое учение.
Главные работы: «Vierzig Bücher vom Staate» (2 издания в 7 томах, Гейдельберг, 1839—1843); «Handbuch des französischen Civilrechts» (6 изданий, Гейдельберг, 1874); «Entwurf eines badischen Strafrechts» (там же, 1826 и 1840): «Abhandlungen aus dem Gebiete des Staatswirtschaftslehre» (1835).